# Quinton Flynn
Quinton Flynn (født 10. oktober 1964 i Cleveland, USA) er en amerikansk tegnefilmsdubber. Han har lagt stemme til utallige tegnefilm og PlayStation-spil blandt andet Jonny Quest i anden sæson af The Real Adventures of Jonny Quest, Human Torch i Fantastic Four (1994 Tv Series) og Axel og Lea i Kingdom Hearts-spillende.